# Heppenheimer Tagung

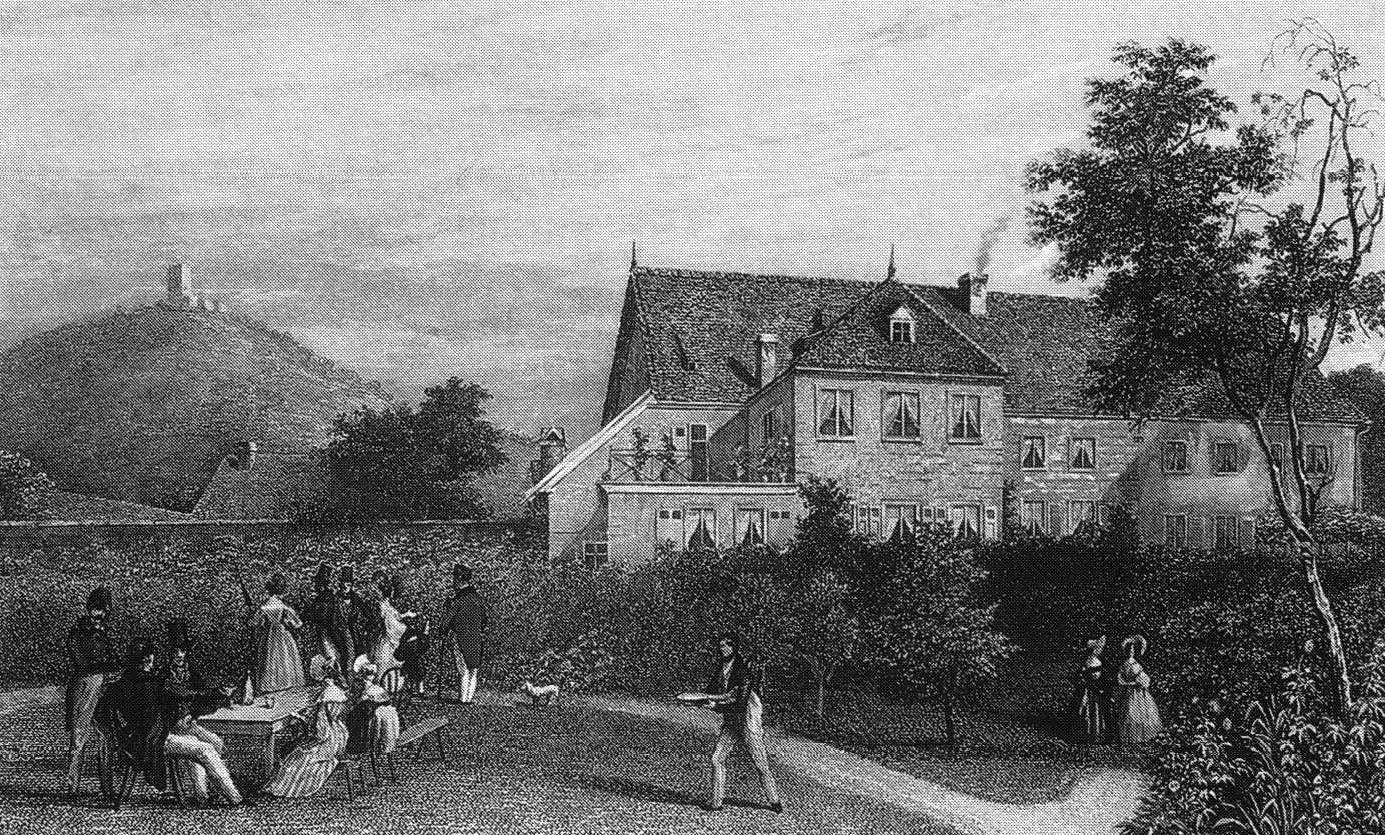
Der Tagungsort, der Gasthof „Zum halben Monde“, in einem Stahlstich von 1840

Als Heppenheimer Tagung oder Heppenheimer Versammlung wird ein Treffen von 18 führenden süd- und westdeutschen liberalen Politikern am 10. Oktober 1847 im Gasthof „Zum halben Monde“ in Heppenheim an der Bergstraße bezeichnet. Ein wesentliches Diskussionsergebnis der Heppenheimer Tagung war die Forderung nach der Schaffung eines deutschen Nationalstaats und der Gewährung von Bürgerrechten. Diese Forderungen können als Programm der gemäßigten bürgerlich-liberalen Kräfte im Vorfeld der Märzrevolution angesehen werden. Gleichzeitig war das Treffen ein Wegbereiter der Frankfurter Nationalversammlung.

## Politisches Umfeld
Die nach der Französischen Revolution durch den napoleonischen Code civil in einigen deutschen Staaten eingeführten Bürgerrechte sowie die anschließend noch nach dem Wiener Kongress von 1815 meist in Anlehnung an Artikel 13 der Bundesakte in einigen Staaten des Deutschen Bundes gewährten und oft an alte standesrechtliche Traditionen anknüpfenden Verfassungen waren in den Jahren zwischen 1819 und 1830 durch die Karlsbader Beschlüsse und weitere restaurative Maßnahmen beschnitten worden. Für eine kurze Zeit gelang durch die 1830 aufkommenden Unruhen in Frankreich und Belgien nochmals eine Umkehr dieser Tendenz, in deren Folge Staaten wie Sachsen oder das Kurfürstentum Hessen Verfassungen erhielten und in Baden die Pressefreiheit nicht mehr beeinträchtigt wurde. Doch nach der Demonstration für Bürgerrechte und nationalstaatliche Einheit beim Hambacher Fest 1832 und dem erfolglosen Versuch einer bewaffneten Erhebung beim Frankfurter Wachensturm 1833 wurde der Druck auf die Vertreter konstitutioneller und demokratischer Ideen durch Zensur und Versammlungsverbote wieder erhöht.
Als Betätigungsfeld der parlamentarisch-demokratischen Opposition und der Bewegung für einen deutschen Nationalstaat verblieben danach im Wesentlichen nur noch die Kammerparlamente der Staaten, in denen Landesverfassungen umgesetzt worden waren. Dies gilt insbesondere für die süddeutschen Staaten, allen voran Baden. Die Abgeordneten der unterschiedlichen Länderkammern hatten im Vormärz allerdings vergleichsweise wenig Kontakt untereinander, wenngleich einzelne Politiker in ganz Deutschland über persönliche Netzwerke verfügten. Hier ragt insbesondere der Hallgartenkreis um Adam von Itzstein heraus. Aber auch andere bekannte Politiker wie Robert Blum, David Hansemann oder Friedrich Daniel Bassermann verfügten über ausgedehnte Kontakte in vielen Staaten des Deutschen Bundes.
Mitte der 1840er Jahre gab es infolge der Verstärkung des Nationalbewusstseins durch die Eskalation der Schleswig-Holsteinischen Erhebung und der Errichtung der Festung Rastatt und der Bundesfestung Ulm sowie durch die Zunahme der sozialen und ökonomischen Spannungen, die in mehreren Staaten zu den Hungerunruhen 1847 führten, intensivere Versuche, die Zusammenarbeit der oppositionellen liberalen und nationalstaatlichen Kräfte zu vernetzen und zu vereinheitlichen, so beispielsweise durch die Gründung der Deutschen Zeitung 1847.

## Die Tagung

### Organisation und Planung

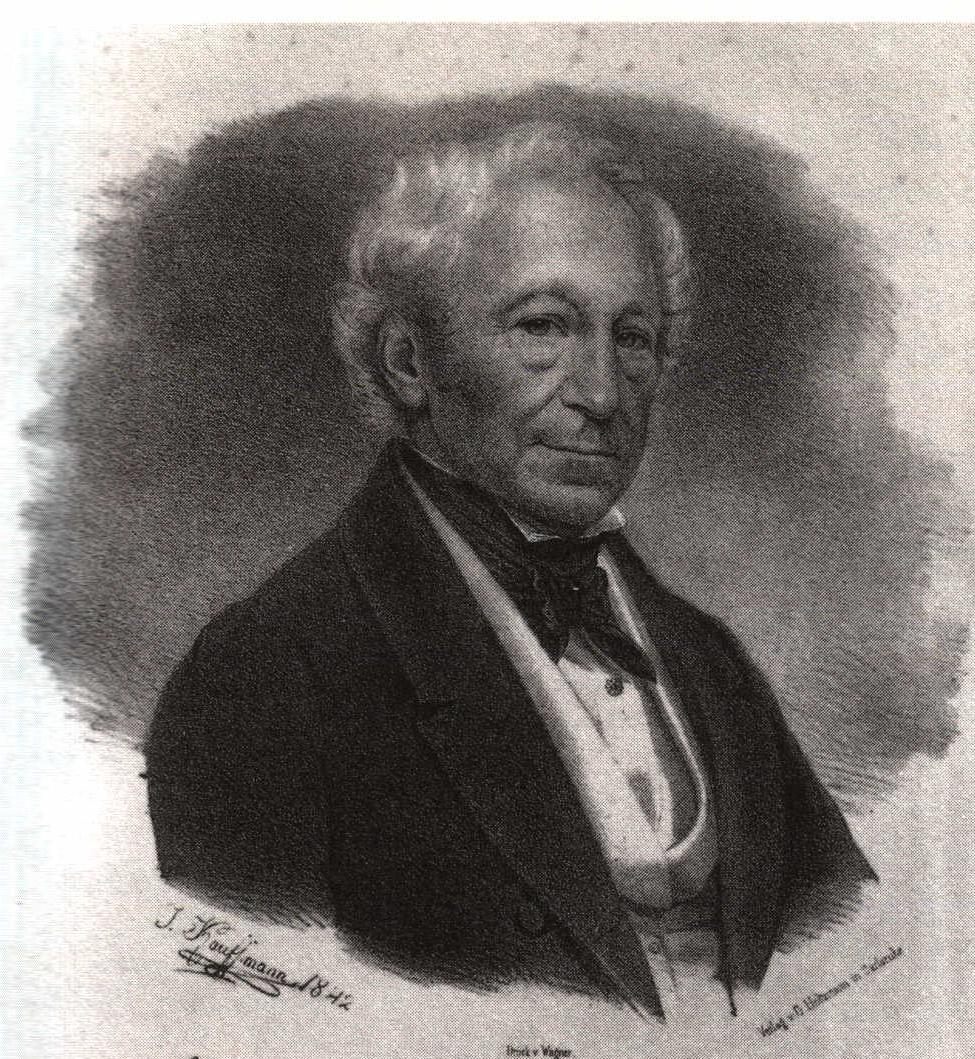
Adam von Itzstein

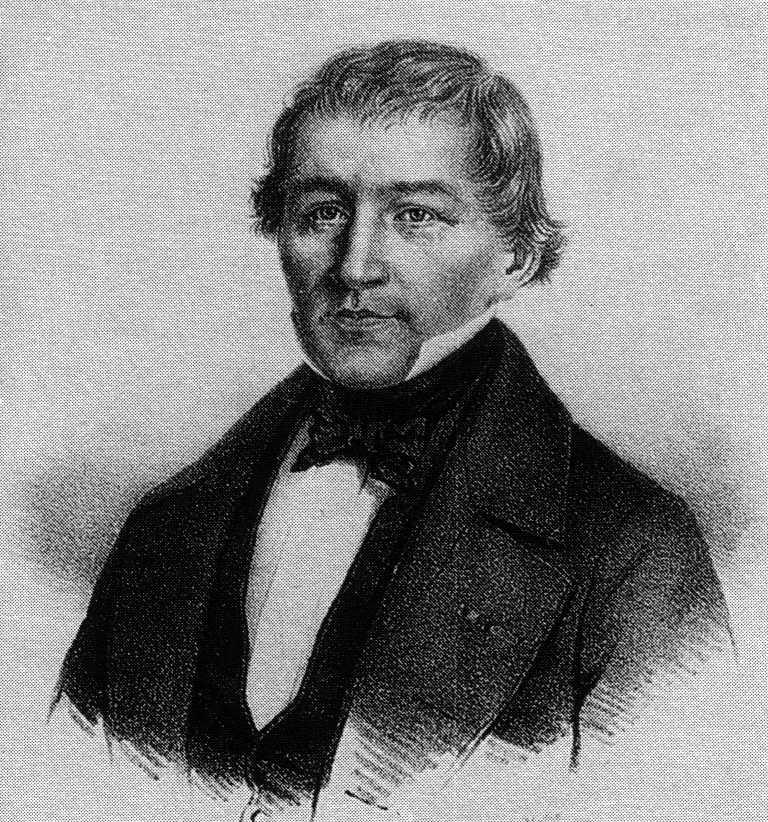
David Hansemann

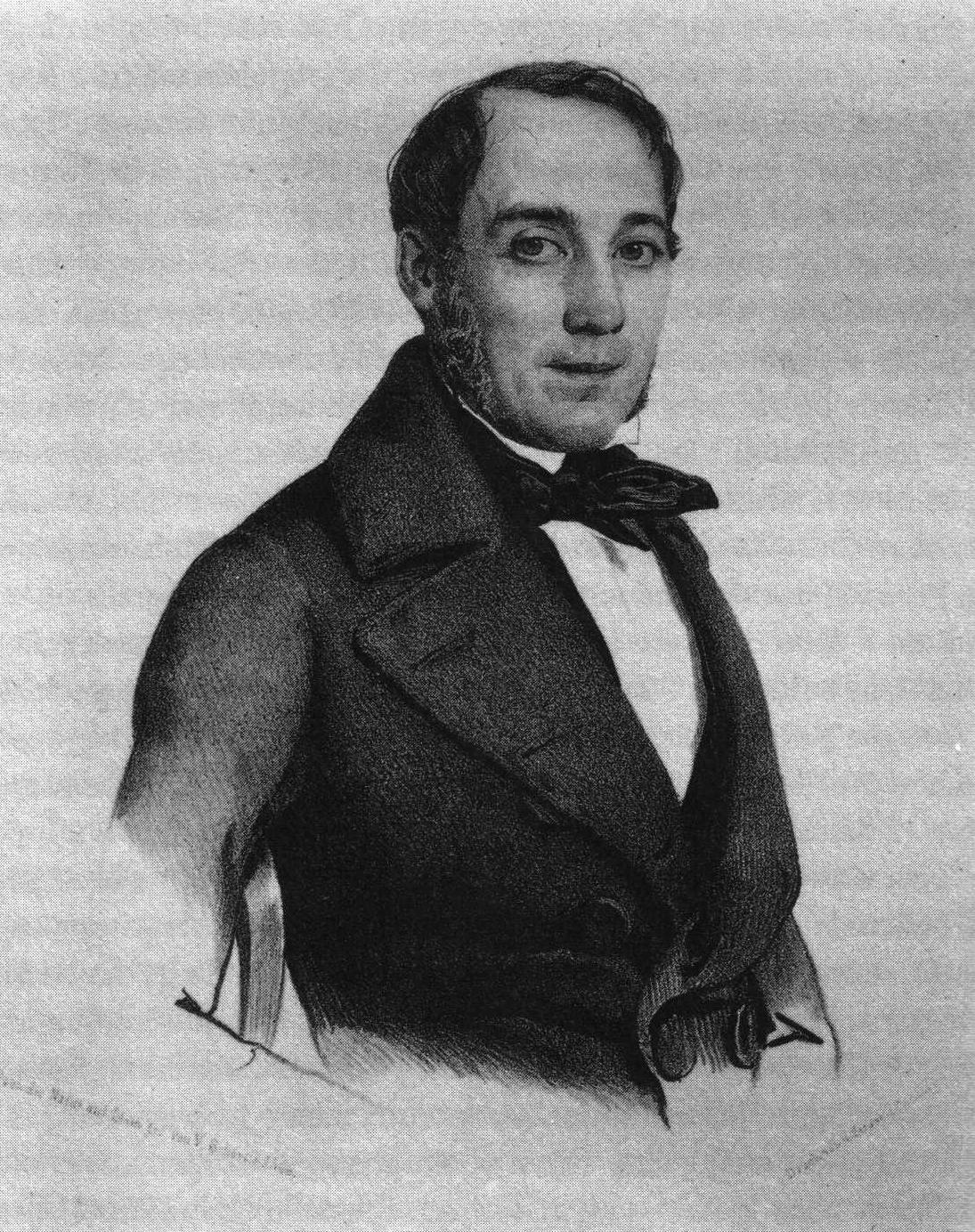
Karl Mathy

In diesem Zusammenhang kam es gemäß einer schriftlichen Schilderung Itzsteins an Blum 1847 zu einem zufälligen Treffen Itzsteins mit Hansemann in der Wohnung des Mitherausgebers der Deutschen Zeitung, Karl Mathy. Hierbei vertrat Hansemann die Idee, dass sich oppositionelle Kammerabgeordnete der Landtage Badens, Württembergs, Hessens und Rheinpreußens in einem gemeinsamen Treffen über ein koordiniertes Verhalten in den jeweiligen Kammerparlamenten abstimmen sollten, um der Idee der deutschen Einheit und der Bürgerrechte zu einem größeren Einfluss zu verhelfen. Die Hoffnungen der Organisatoren gingen nach einem Schreiben Bassermanns an Heinrich von Gagern so weit, „daß wir hoffen dürfen, einen Anfang eines Deutschen Parlaments in Heppenheim zu bilden“.
In der Folge suchte Hansemann nach einem geeigneten Veranstaltungsort und entschied sich schließlich für das hessische Heppenheim. Das ländliche Heppenheim hatte den Vorteil, abseits der Zentren potenzieller Revolutionäre wie beispielsweise Mannheim gelegen zu sein. Zugleich war es über die neueröffnete Bahnstrecke Frankfurt am Main–Heidelberg auch bequem von Norden über Frankfurt am Main und von Süden über Mannheim zu erreichen und verfügte mit dem Halben Mond auch über ein überregional bekanntes Gasthaus in Bahnhofsnähe.
Die Einladungen an die gewünschten Teilnehmer erfolgten ab dem 20. September 1847 durch Briefe Hansemanns, Bassermanns und Mathys an ausgewählte Landtagsabgeordnete, die aufgefordert wurden, ihrerseits weitere vertrauenswürdige Abgeordnete einzuladen. Während Hansemann insbesondere Abgeordnete aus dem Rheinland und Kurhessen einlud, darunter Hermann von Beckerath, Ludolf Camphausen, August von der Heydt, Gustav Mevissen, Georg von Vincke und Karl Wilhelm Wippermann, schrieben Mathy und Bassermann hauptsächlich an süddeutsche Parlamentarier, unter anderem an Theodor Reh und Heinrich von Gagern, der in diesen Schreiben aufgrund seines Bekanntheitsgrads als Teilnehmer stets werbend herausgestellt wurde, aber auch an eher radikal-demokratische Politiker wie Franz Peter Buhl und Christian Kapp. Zwar ist in den Schreiben der Initiatoren immer wieder die Rede von Einladungen auch an sächsische Abgeordnete, doch scheinen diese Schreiben nicht abgegangen zu sein.

### Teilnehmer
Die Eingeladenen stimmten sich ihrerseits bezüglich gemeinsamer Anreise untereinander ab. Hierbei unterlief Mevissen das Missgeschick, dass er sich im Datum irrte und daher erst einen Tag nach der Veranstaltung anreiste. Absagen erhielten die Initiatoren von mehreren Eingeladenen, darunter von allen angeschriebenen kurhessischen, bayerischen und fast allen preußischen Abgeordneten. Einige der Absagenden, beispielsweise Theodor Reh und August Emmerling, begründeten ihren Entschluss auch mit der Furcht vor staatlichen Repressalien und dem Unwillen der eigenen Wählerschaft, wenn die Teilnahme an einem als radikal einzustufenden Treffen bekannt würde.
Am Treffen nahmen daher schließlich nur 18 Kammermitglieder teil, die zum großen Teil Abgeordnete der badischen Zweiten Kammer oder der württembergischen Zweiten Kammer waren. Die meisten der Teilnehmer waren über ihren Staat hinaus renommierte Liberale, der größte Teil der Personen war später auch im Vorparlament und der Frankfurter Nationalversammlung vertreten.

#### Teilnehmer aus Baden

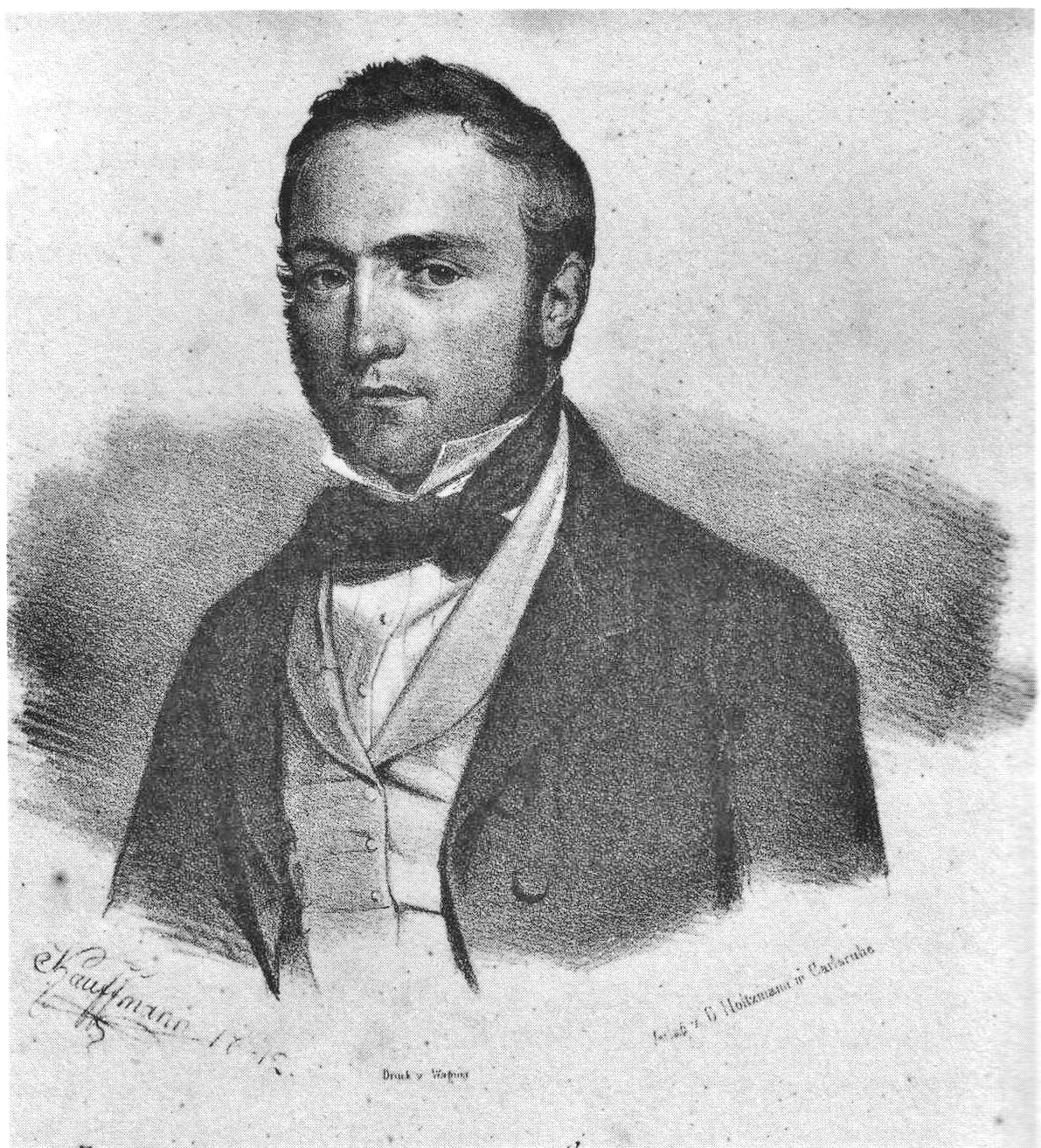
Friedrich Daniel Bassermann

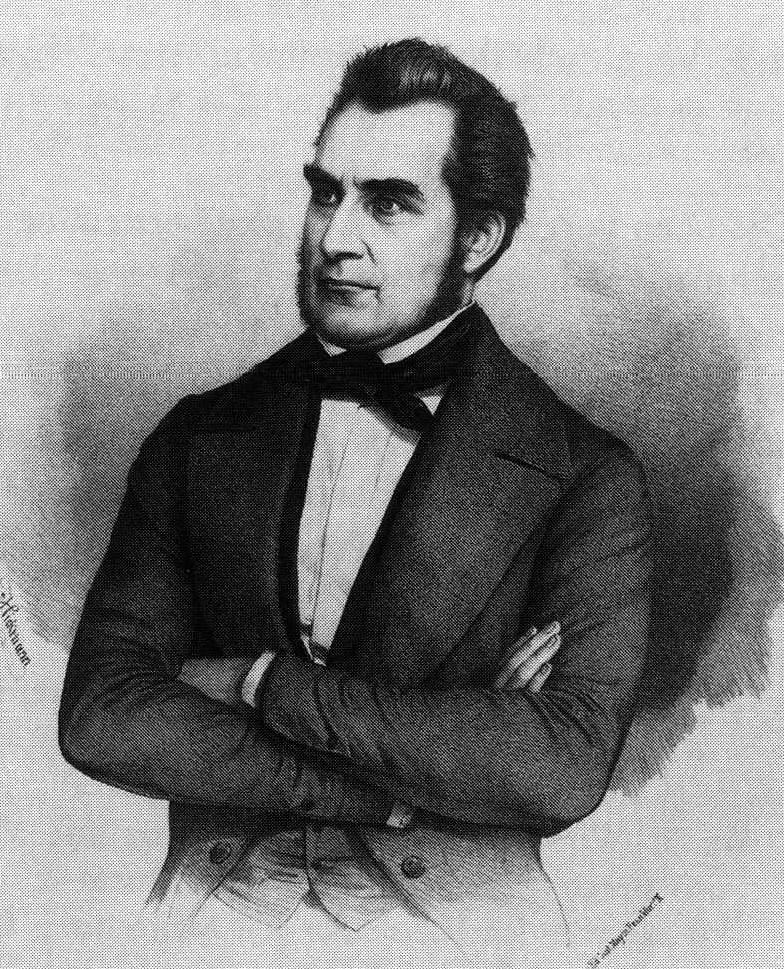
Heinrich von Gagern

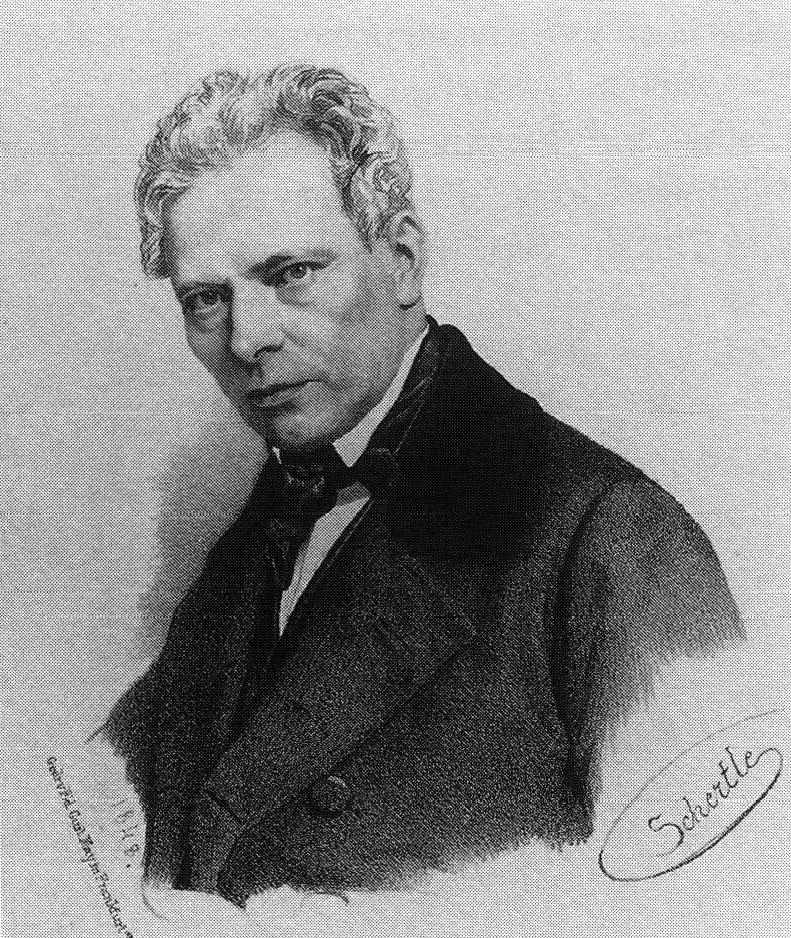
Carl Theodor Welcker

Neun der 18 Teilnehmer an der Heppenheimer Tagung waren Abgeordnete in der badischen Zweiten Kammer:
- Friedrich Daniel Bassermann (1811–1855) war Kaufmann aus Mannheim. Seit 1841 war er einer der profiliertesten Oppositionspolitiker in der badischen Zweiten Kammer. Er war Mitgründer und Verleger der Deutschen Zeitung. In der Frankfurter Nationalversammlung wurde er 1848 Vorsitzender des Verfassungsausschusses.
- Franz Peter Buhl (1809–1862), Winzer aus Deidesheim, war seit 1844 Abgeordneter für Waldshut-Tiengen in der badischen Zweiten Kammer.
- August Dennig (1805–1883), Unternehmer aus Pforzheim, war seit 1845 Abgeordneter in der badischen Zweiten Kammer.
- Adam von Itzstein (1775–1855) war seit 1822 Abgeordneter in der Zweiten Kammer, 1823 schied er aus politischen Gründen aus dem badischen Staatsdienst aus. Sein Gut in Hallgarten diente der liberalen Opposition als Treffpunkt für Diskussionsveranstaltungen.
- Christian Kapp (1798–1874) war bis 1844 Professor an der Universität Heidelberg und badischer Hofrat, danach verzichtete er aus politischen Gründen auf seinen Lehrstuhl. Er vertrat seit 1846 Offenburg in der Zweiten Kammer. 1848 wurde er Abgeordneter in der Frankfurter Nationalversammlung.
- Karl Mathy (1807–1868) arbeitete seit seiner Rückkehr aus der Schweiz, in die er 1835 aus politischen Gründen emigrieren musste, als Journalist in Karlsruhe und Mannheim und war Mitherausgeber der Deutschen Zeitung. Seit 1842 war er Abgeordneter für Konstanz in der badischen Zweiten Kammer. 1866 wurde Mathy badischer Staatsminister.
- Alexander von Soiron (1806–1855) arbeitete als Rechtsanwalt in Mannheim. Seit 1845 war er Abgeordneter für Lahr in der Zweiten Kammer. 1848 wurde er Mitglied der Frankfurter Nationalversammlung.
- Carl Theodor Welcker (1790–1869) war Professor an der Universität Freiburg und wurde aus politischen Gründen mehrfach zwangssuspendiert und in den Ruhestand versetzt. Welcker war zusammen mit Karl von Rotteck Herausgeber des Staatslexikons. Seit 1831 war er Mitglied der Zweiten Kammer Badens.
- Ludwig Weller (1800–1863) war wie Soiron Rechtsanwalt in Mannheim. Er gehörte der Zweiten Kammer von 1835 bis 1852 an.

#### Teilnehmer aus Hessen-Darmstadt
Zwei Teilnehmer waren Abgeordnete der Zweiten Kammer des Großherzogtums Hessen:
- Heinrich von Gagern (1799–1880) war bis zu seiner zwangsweisen Versetzung in den Ruhestand 1832 hessischer Beamter. Gagern gehörte zu den bekanntesten Oppositionspolitikern im Deutschen Bund und war der profilierteste Verfechter einer konstitutionellen Monarchie für Deutschland. 1847 war er Abgeordneter für Lorsch in der hessischen Zweiten Kammer. 1848 wurde er Präsident der Nationalversammlung, Reichsministerpräsident sowie Ministerpräsident des Großherzogtums Hessen.
- Philipp Wilhelm Wernher (1802–1887) lebte als Winzer in Nierstein. Er war seit 1844 Mitglied der Zweiten Kammer Hessen-Darmstadts. 1848 wurde er Mitglied der Nationalversammlung.

#### Teilnehmer aus Nassau
- August Hergenhahn (1804–1874) war der einzige Abgeordnete aus der nassauischen Zweiten Kammer in Heppenheim. Er war Justizbeamter aus Wiesbaden, das er seit 1846 als Abgeordneter vertrat. 1848 wurde er Ministerpräsident der Märzregierung des Herzogtums.

#### Teilnehmer aus Preußen
- David Hansemann (1790–1864) war ein erfolgreicher Industrieller und Bankier aus Aachen. Seit 1845 war er Abgeordneter im rheinischen Provinziallandtag. 1848 wurde Hansemann in der preußischen Märzregierung Finanzminister. 1851 gründete er die Disconto-Gesellschaft.

#### Teilnehmer aus Württemberg
Fünf Abgeordnete der württembergischen Zweiten Kammer nahmen an der Versammlung in Heppenheim teil:
- Friedrich Federer (1799–1883) war Mitinhaber eines Bankhauses in Stuttgart. Von 1845 bis 1849 war er Abgeordneter in der württembergischen Zweiten Kammer. 1848 wurde er Mitglied der Nationalversammlung und war 1849 wie Gagern und Soiron Delegierter in der Kaiserdeputation.
- Karl August Fetzer (1809–1885) lebte als Rechtsanwalt und Richter in Stuttgart und war Abgeordneter in der Zweiten Kammer. 1848 wurde er Schriftführer der Frankfurter Nationalversammlung.
- Adolf Goppelt (1800–1875) betrieb ein Handelsgeschäft in Heilbronn. Seit 1839 war er Abgeordneter für Heilbronn in der Zweiten Kammer Württembergs. 1848 wurde er zum Finanzminister der württembergischen Märzregierung berufen.
- Friedrich Römer (1794–1864) war Rechtsanwalt in Stuttgart und der überregional bekannte Führer der liberalen Opposition in der württembergischen Zweiten Kammer. 1848 wurde er Justizminister der württembergischen Märzregierung. 1849 lud er die zerfallende Nationalversammlung als Rumpfparlament nach Stuttgart und sorgte kurz darauf mit Militärgewalt für die endgültige Auflösung der Nationalversammlung.
- Wilhelm Murschel (1795–1869) arbeitete ebenfalls als Rechtsanwalt in Stuttgart. Er war Abgeordneter für Rottweil in der Zweiten Kammer und wurde 1848 Mitglied der Frankfurter Nationalversammlung.

### Ergebnis der Versammlung
Die Bekanntmachung der Verhandlungen und Diskussionsergebnisse der Heppenheimer Tagung erfolgte hauptsächlich durch einen Bericht Mathys in der Deutschen Zeitung vom 15. Oktober 1847. Weitere Zeitungen übernahmen diese Informationen und sorgten so für eine weite Verbreitung der Ergebnisse der Heppenheimer Tagung. Die Schaffung dieser Öffentlichkeit war eine Besonderheit, da bisherige Treffen auch aus Sorge vor staatlicher Verfolgung stets privat gehalten wurden. Bassermann sah gerade in dieser Veröffentlichung „den großen Unterschied zwischen dieser Zusammenkunft und den früheren auf Hallgarten, in Sachsen usw.“

Entsprechend diesem Zeitungsbericht war 

„der Zweck der Zusammenkunft […] neben dem Wunsche, persönlich miteinander bekannt zu werden, der Austausch der Gedanken und Ansichten über den zweckmäßigsten Weg, mehr Einheit und Gemeinsamkeit in die Leitung und Vertretung der deutschen Nationalangelegenheiten und Interessen zu bringen; sodann die Anträge zu bestimmen, welche in dieser Hinsicht sowohl wie in Bezug auf die gemeinsamen Rechte und für Abhilfe der in der Gegenwart hervortretenden allgemeinen Übelständen an den Landtagen […] zu stellen sein möchten.“

Das Treffen wies jedoch weit über dieses Thema hinaus, da es über den Wunsch nach jährlichen Treffen  bereits den Weg bereitete für die Heidelberger Versammlung der 51 und das Vorparlament.

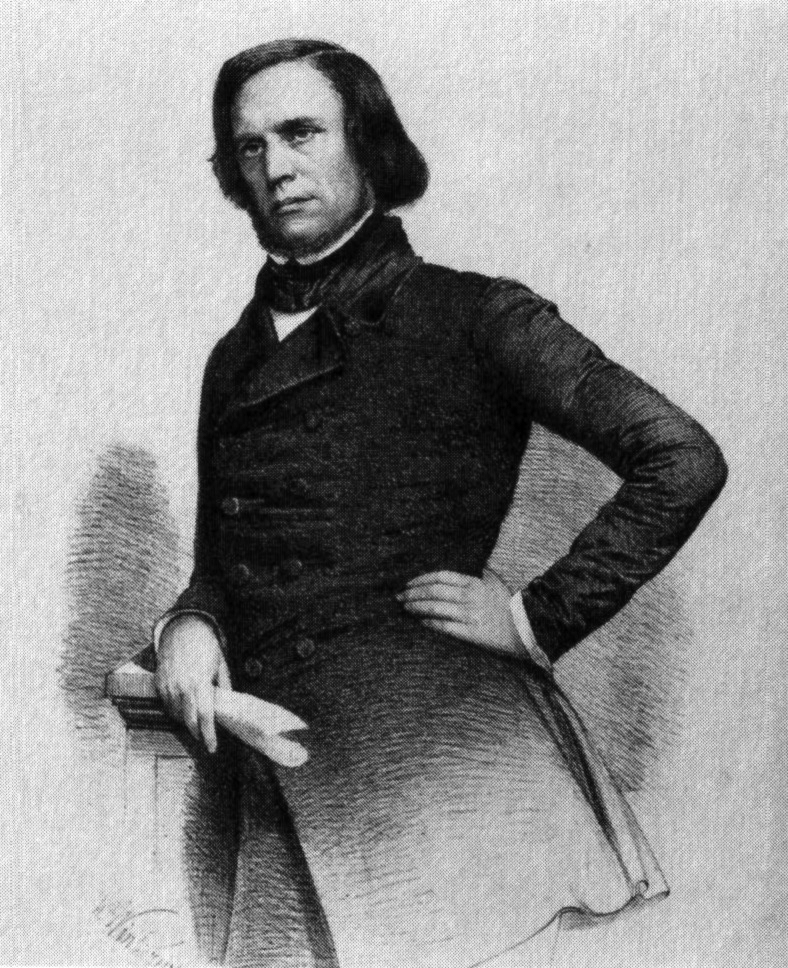
August Hergenhahn

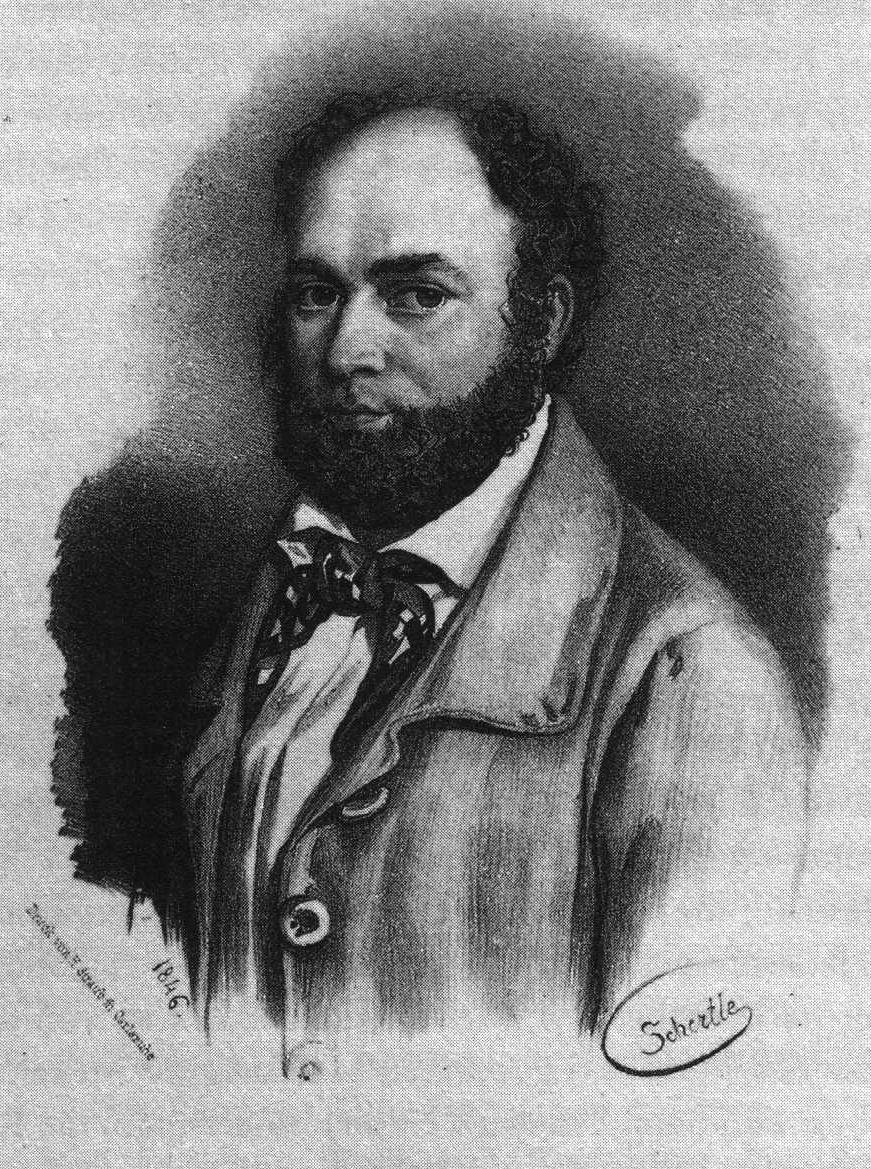
Alexander von Soiron

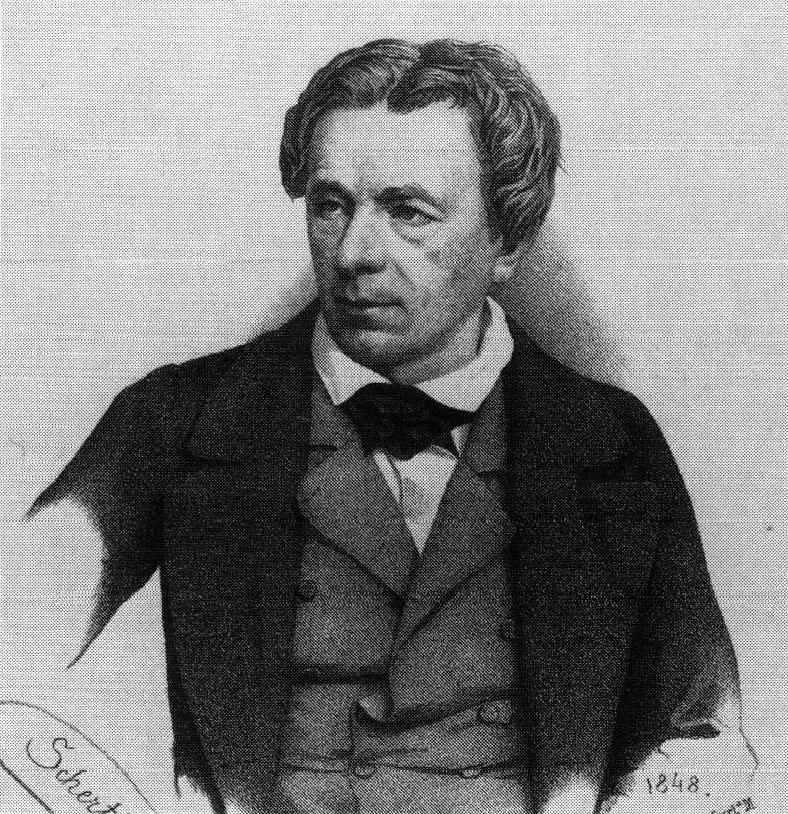
Friedrich Römer

Die Verhandlungen und Beschlüsse der Versammlung beschäftigten sich vor allem mit der Schaffung eines deutschen Nationalstaats und dessen zugehöriger Volksvertretung. Insbesondere auf Vorschlag Hansemanns und Mathys und gegen anfänglichen Widerstand Bassermanns sowie Welckers wollten die Anwesenden diese „Nationalanliegen“ durch die Ausweitung der Kompetenzen und Schaffung einer Regierung für den seit 1834 bestehenden Deutschen Zollverein erreichen, da „vom Deutschen Bund nichts ersprießliches zu erwarten sei“. Letzteres vor allem aufgrund der Tatsache, „dass auswärtige Mächte wie Dänemark und Niederlande“ Teil des Bundes seien und dieser daher niemals ein Interesse an einer Vereinigung Deutschlands haben könne. Der Zollverein war für die Anwesenden dagegen „das einzige Band gemeinsam deutscher Interessen“ und dieses war eben „nicht vom Bunde, sondern außerhalb desselben durch Verträge zwischen den einzelnen Staaten geschaffen“. Die Herausbildung eines einheitlichen Staatswesens sollte daher durch die Kompetenzübertragung der Handels-, Verkehrs-, Steuer- und Gewerbepolitik der Staaten des Deutschen Bundes an den Zollverein geschehen. Hierbei sei „die Mitwirkung des Volkes durch gewählte Vertreter unerlässlich“. Hierunter wurde in der Tagung eine konsultativ arbeitende Ständeversammlung verstanden, von deren Vertrauen ein fünfköpfiges den Zollverein führendes Kollegium abhängig sein sollte.
Dass die Umwandlung des Zollvereins in ein politisches Instrument nicht leicht sein würde, war den Anwesenden bewusst, insbesondere da man sich den Zollverein letztendlich als großdeutsche Lösung vorstellte. Die Tagungsteilnehmer gingen auch davon aus, dass die Staaten nicht von alleine dem Zollverein beitreten und weitere Kompetenzen abtreten würden, hofften aber auf das Entstehen einer ökonomischen Zwangssituation durch die volkswirtschaftlichen Vorteile des dann mit mehr Kompetenzen versehenen Zollvereins.  Hierbei legte Hansemann Wert darauf, dass diese Lösung nicht zu einer Hegemonie Preußens führen sollte, wie sie im bisherigen Zollverein durch die einzelvertraglichen Gestaltungen der Mitgliedsstaaten mit Preußen bereits angelegt war.

Des Weiteren forderten die Parlamentarier 

„die Entfesselung der Presse, damit die Deutschen der ungehemmten Wirksamkeit dieses mächtigsten Bildungsmittels teilhaftig und von der Schmach befreit werden, die ihnen das Ausland so häufig ins Gesicht wirft, weil sie eines der höchsten Güter freier Völker, das ihnen längst verheißen ist, noch nicht errungen haben; öffentliches und mündliches Gerichtsverfahren mit Schwurgerichten, Trennung der Verwaltung von der Rechtspflege, Übertragung aller Zweige der Rechtspflege, der Administrativjustiz und der Polizeistrafgewalt an die Gerichte und Abfassung zweckmäßiger Polizeistrafgesetze, Befreiung des Bodens und seiner Bearbeiter von mittelalterlichen Lasten, Selbständigkeit der Gemeinden in der Verwaltung ihrer Angelegenheiten, Minderung des Aufwands für das stehende Heer und Einführung einer Volkswehr.“

 stellten aber hierbei klar, dass dies mit verfassungsmäßigen Mitteln, also nicht durch Revolution, erreicht werden sollte.
Zu den drängenden sozialen Problemen der unteren Bevölkerungsschichten, die durch mehrere Missernten und zerbrechende vorindustrielle Strukturen erhebliche Not litten (Pauperismus), nahm die Aufstellung der Tagungsergebnisse nur dahingehend Stellung, dass eine Kommission die Angelegenheit untersuchen und in einem Jahr Anträge formulieren solle, die die „gerechte Verteilung der öffentlichen Lasten zur Erleichterung des kleinen Mittelstandes und der Arbeiter“ berücksichtigen.
Die Besprechungsergebnisse der Tagung wichen damit vom traditionellen liberalen Forderungskatalog, der für gewöhnlich eine parlamentarische Vertretung beim Deutschen Bund vorsah, ab. Die auf Hansemann zurückzuführende Argumentation, den Zollverein dem Deutschen Bund vorzuziehen, basierte dabei zum einen auf der bereits stattfindenden Harmonisierung der Gesetze innerhalb des Zollvereins, die ein zentrales Gesetzgebungsorgan nach sich ziehen werde, zum anderen auf der außenpolitischen Sogwirkung, die der Zollverein als gesamtdeutsche Vertragspartei der Handelspolitik bilde. Darüber hinaus erwartete Hansemann von einem Bedeutungszuwachs des Zollvereins eine Stärkung der politischen Position der Gewerbetreibenden gegenüber dem Adel.

## Heppenheimer Tagung und Offenburger Versammlung
Die Forderungen zum Umgang mit den sozialen und ökonomischen Problemen der Kleinbauern und Handwerker sowie die Mittel und Wege zur Durchsetzung politischer Ziele unterschieden sich von den einen Monat zuvor in Offenburg im Rahmen einer Volksversammlung proklamierten Forderungen der Offenburger Versammlung. Hieraus sowie aus der Tatsache, dass am linken Rand einzuordnende Politiker wie Gustav Struve, Robert Blum und Friedrich Hecker nicht eingeladen wurden, wurde in der Forschung, insbesondere der DDR-Forschung, oft der Schluss gezogen, dass die Heppenheimer Tagung zum einen eine Antwort der gemäßigten Liberalen auf die „demokratische“ Offenburger Veranstaltung gewesen wäre, und zum anderen, dass bereits hier der spätere Bruch zwischen radikal-demokratischer und konstitutionell-liberaler Opposition sichtbar würde. Dieser Schluss erweist sich jedoch als vorschnell. Der Kreis der Eingeladenen war zum einen von Anfang an auf Abgeordnete beschränkt, was Blum und Struve ausschloss, auch Hecker hatte sein Mandat in der badischen Zweiten Kammer bereits im März 1847 niedergelegt. Dagegen war beispielsweise Kapp, einer der Hauptredner in Offenburg und daher von Hochverratsermittlungen Betroffener, in Heppenheim anwesend, was gegen die Konkurrenz der Veranstaltungen spricht. Auch hatte das Offenburger Treffen den Charakter einer regionalen Volksversammlung, so dass notwendigerweise die Forderungen einfacher und radikaler waren und vor allem soziale Themen sowie Bürgerrechtsfragen dominierten, während beim Heppenheimer Treffen als Versammlung von Abgeordneten mehrerer Staaten die deutsche Einigung im Vordergrund stand. Darüber hinaus sind sich die Programme noch recht ähnlich. Aus diesen Gründen und aus späteren freundschaftlichen Kontakten der beiden angeblichen Lager kann geschlossen werden, dass der Bruch in der Opposition erst 1848 erfolgte und mit der Heppenheimer Tagung nicht in Zusammenhang steht.
Der einzige bereits zu diesem Zeitpunkt auftauchende Konfliktpunkt war ein ökonomischer und betraf die Sicherung der Lebensverhältnisse der von den zerfallenden vorindustriellen Strukturen betroffenen Kleinbauern und Handwerker. Hier vertraten Hecker und Struve ein aus Sicht der Liberalen rückwärtsgewandtes Industrie- und Handelsprogramm, das gegen die Abschaffung von Zöllen und grenzüberschreitendem Handel gerichtet war, während die Liberalen die Freigabe von Handel und Gewerbe im Deutschen Bund gerade als Schrittmacher der Schaffung eines Nationalstaats und der Hebung des allgemeinen Wohlstands betrachteten.

## Auswirkungen der Heppenheimer Tagung
Der Bericht über die Tagung in der Deutschen Zeitung löste bei den Regierungen im Deutschen Bund neben Konsultationen auch geheimdienstliche Aktivitäten gegen die teilnehmenden Abgeordneten aus. Der preußische König Friedrich Wilhelm IV. schmähte die Teilnehmer der Tagung in einem Brief an seinen Londoner Gesandten Christian Karl Josias von Bunsen als „Sekte“ und „Heppenheimer Demagogen“. Der badische Minister Alexander von Dusch äußerte sich gegenüber dem württembergischen Gesandten dahingehend, dass die Tagung 

„ihn in höchstem Grad überrascht habe; er halte dasselbe für das bedeutendste [Ereignis,] das in unserer Zeit in Deutschland vorgekommen; es sei als Versuch mehr als der Anfang eines sich über die Bundesversammlung und die einzelnen Regierungen stellenden Volksparlaments zu betrachten. Die Versammlung sei vergleichbar den zur Zeit der Revolution in Paris bestandenen Clubs, nur mit dem Unterschied, dass erstere von einem deutschen Ort zum andern wandern werde. Es läge daher den Regierungen die allerdringendste Pflicht hier in ihrem Interesse die geeigneten Maßregeln zu treffen und er sei damit einverstanden, dass dieselben vom Bund ausgehen sollen.“

Aufgrund der sich zu Beginn des Jahres 1848 überschlagenden politischen Ereignisse im Vorfeld der nahenden Märzrevolution erfolgten jedoch kaum Aktionen der Regierungen. Die Heppenheimer Programmpunkte tauchten zusammen mit den Offenburger Forderungen an unterschiedlichen Stellen und in mehreren Volksversammlungen immer wieder auf, so beispielsweise bei der Stuttgarter Volksversammlung am 17. Januar 1848 und der Mannheimer Volksversammlung am 27. Februar 1848.
Bassermann stellte schließlich – nach eigenen Worten „Der in Heppenheim getroffenen Verabredung gemäß“ – am 12. Februar 1848 in der badischen Zweiten Kammer in Anlehnung auf die von ihm schon 1844 gestellte Motion Bassermann den Antrag auf eine – allerdings vom Zollverein unabhängige – deutsche Nationalversammlung. Hiermit erzielte er im Zuge der politischen Entwicklung der Februarrevolution in Frankreich und der sich anschließenden  Märzrevolution in den Staaten des deutschen Bundes eine breite Aufmerksamkeit. Die sich verselbständigende öffentliche Bewegung führte über die Heidelberger Versammlung der 51 zur Einberufung des Vorparlaments, das die Wahlen zur Frankfurter Nationalversammlung vorbereitete und in dessen Abschlussdokument vom 4. April 1848  auf die „zu Heppenheim und Heidelberg zusammengetretenen Männer“ ausdrücklich Bezug genommen wird. Am 18. Mai 1848 trat schließlich in der Paulskirche in Frankfurt die Nationalversammlung erstmals zusammen.

## Bezugnahme auf Heppenheim
Nach dem Zweiten Weltkrieg hielt die FDP am 10. Dezember 1948 ihren Gründungsparteitag in Heppenheim ab. Auf diesem Parteitag schlossen sich die liberalen Parteien der drei westlichen Besatzungszonen zu einer Partei zusammen. Mit dieser Ortswahl wollten sich die Gründungsmitglieder in das liberale Erbe der historischen Heppenheimer Tagung stellen.

## 21. Jahrhundert
Im Jahre 2011 wurde an der Stelle des Tagungsortes in Heppenheim das leerstehende Gebäude der Gaststätte Halber Mond in ein Tagungshotel umgewandelt, das den Namenszusatz Haus der Demokratie trägt.